# Ингигерд Харальдсдоттир
Ингигерд Харальдсдоттир (норв. Ingegjerd Haraldsdatter, датск. Ingegerd Haraldsdatter, шв. Ingegerd Haraldsdotter; 1046—1120) — норвежская принцесса, королева Дании в 1086—1095 годах, королева Швеции в 1105—1118 годах.

## Биография
Ингигерд была дочерью короля Норвегии Харальда III Сурового и Елизаветы Ярославны. Вероятно, получила своё имя в честь бабушки по материнской линии Ингигерды, дочери шведского короля Олафа Шётконунга и жены киевского князя Ярослава Мудрого.
Известно, что она вместе с матерью и сестрой Марией сопровождала отца в его походе в Англию в 1066 году. Женщины остались ждать завершения похода на Оркнейских островах. Там, 25 сентября 1066 года, внезапно умерла её сестра Мария — как позже выяснилось, ровно в то же время, когда погиб их отец Харальд Суровый.
Примерно в 1067 году Ингигерд выдали замуж за датского принца Олафа, в знак установления мира между Норвегией и Данией. В 1086 Олаф был избран королём, Ингигерд стала королевой Дании. У них была дочь Ульфхильд.
Когда её муж в 1095 году принёс себя в жертву, чтобы искупить грехи Дании, Ингигерд отправилась в Швецию и там вышла замуж за принца Филиппа, который в 1105 году стал королём.